# Matrículas automovilísticas de San Marino

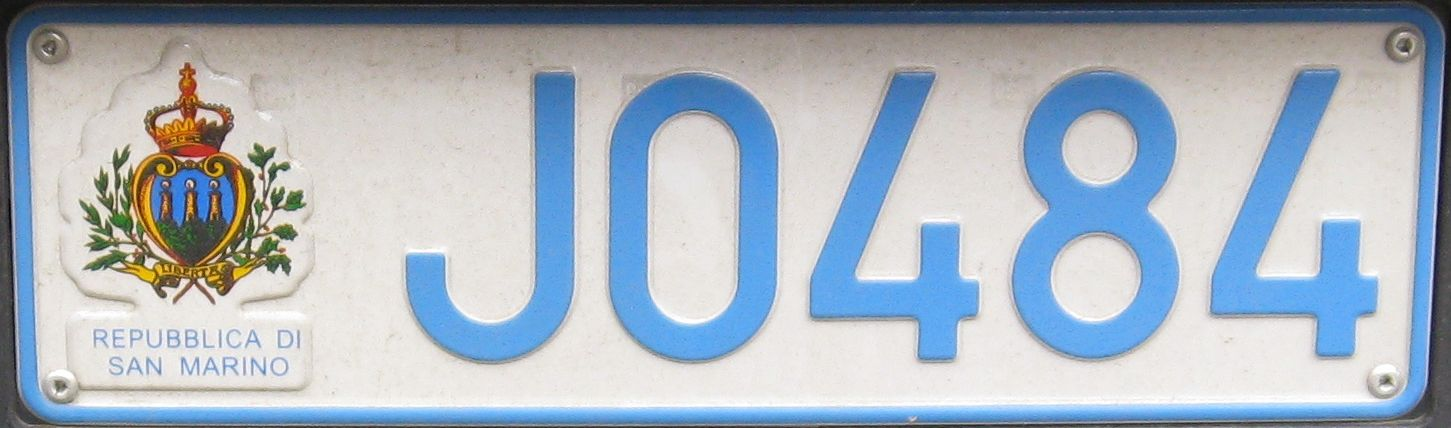
Placa actual

Las matrículas vehiculares sanmarinenses están compuestas de una letra junto con cuatro números desde 1993. Las placas son de tamaño reducido, de caracteres azul celeste y fondo blanco; en su lado izquierdo aparece el escudo de San Marino y debajo figura el nombre oficial Repubblica di San Marino. Su sigla internacional es RSM .

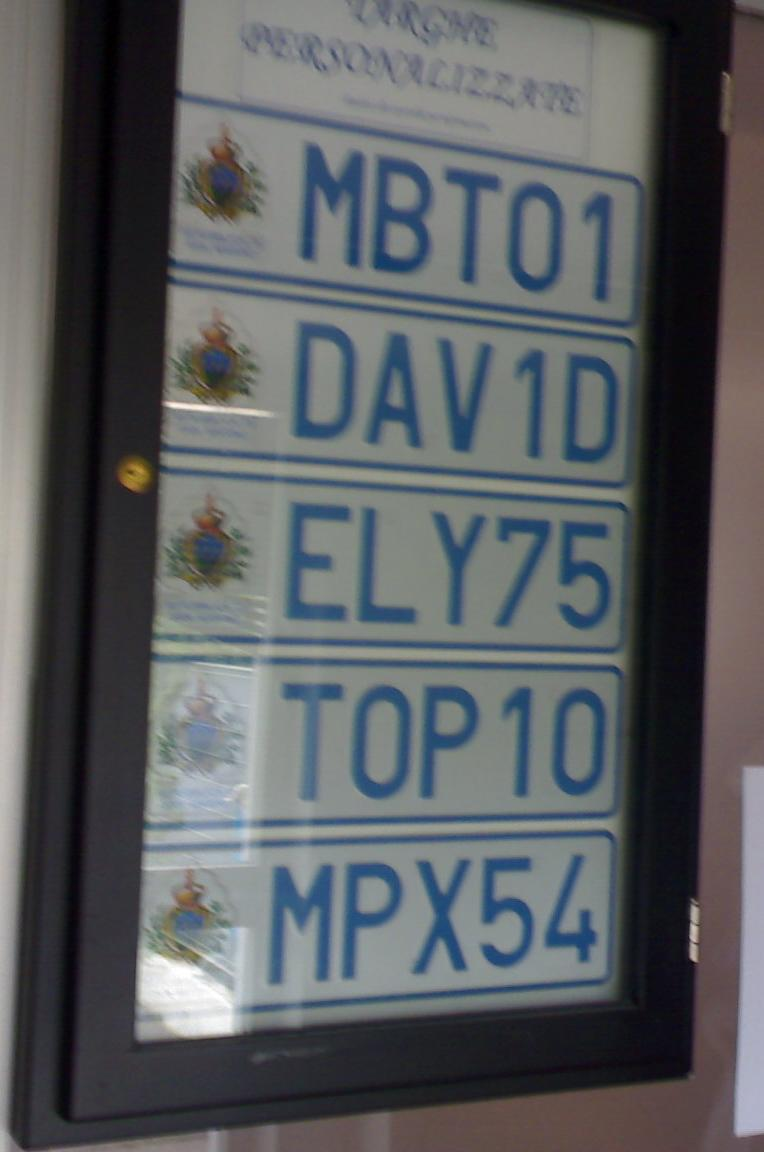
Placas personalizadas

Desde 2004, se permite la personalización de las placas.

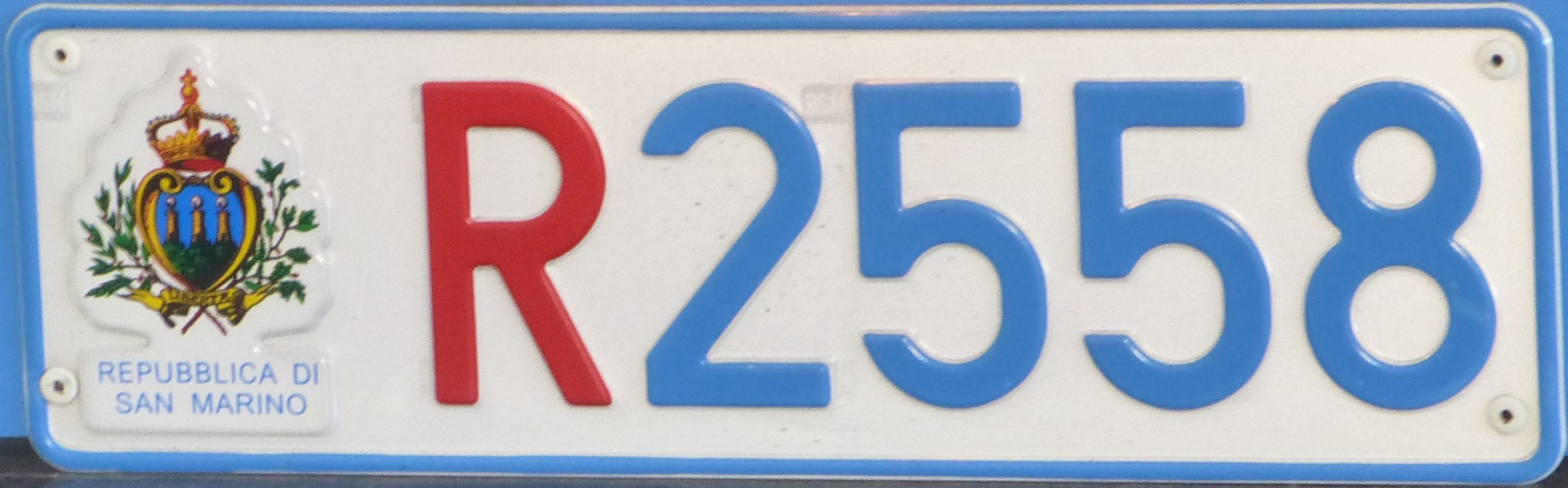
Matrícula para remolques en uso desde 1987